# Giovanni Battista Morgagni

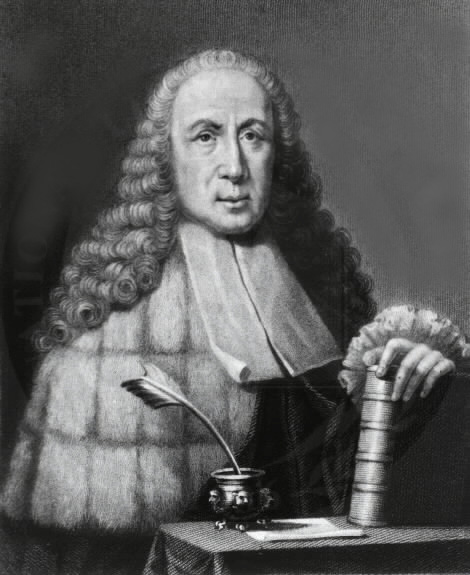
Giovanni Battista Morgagni, Porträt aus De sedibus et causis morborum (Venedig 1761)

Giovanni Battista Morgagni [d͡ʒoˈvanːi baˈtːista mɔrˈgaɲi] (auch Giambattista Morgagni und latinisiert Joannes Baptista Morgagnus; * 25. Februar 1682 in Forlì; † 5. Dezember 1771 in Padua) war ein italienischer Arzt, Anatom, Hochschullehrer in Padua und mit seiner Vorstellung, dass jeder Störung der Gesundheit eine anatomische Veränderung zuzuordnen sei, der Begründer der modernen Pathologie bzw. pathologischen Anatomie. Mit seiner ihn berühmt machenden, wegweisenden, 1761 erschienenen Schrift De sedibus et causis morborum (lateinisch für „Über Sitz und Ursache der Krankheiten“) war er einer der größten Pathologen des beginnenden 18. Jahrhunderts.

## Leben
Giovanni Morgagni wurde in Forlì in der Romagna geboren und nach dem frühen Tod des Vaters Fabrizio Morgagni als Halbwaise von der Mutter Maria Tornielli erzogen. 1698 bis 1701 studierte er in Bologna, wo er im Alter von 19 Jahren in Medizin und Philosophie promoviert wurde. Bereits während der Studienzeit, 1699, wurde er Mitglied der Accademia degli Inquieti (Akademie der Unruhigen), einer 1691 gegründeten Sozietät zur Förderung der Wissenschaften, deren Vorsitz Morgagni 1704 übernahm.
Nach Abschluss der Promotion arbeitete er zunächst einige Jahre an verschiedenen Hospitälern in Bologna und als Assistent seines Lehrers Antonio Maria Valsalva, für den er auch eine einjährige Lehrstuhlvertretung an der Universität Bologna übernahm. Gemeinsam mit Valsalva unternahm er während dieser Zeit anatomische Studien, insbesondere am Kehlkopf. Die Ergebnisse, die er 1706 als ersten Teil seiner Adversaria anatomica veröffentlichte und der Accademia degli Inquieti widmete, machten ihn auch außerhalb Italiens bekannt und trugen ihm bereits 1708 die Mitgliedschaft in der Deutschen Akademie der Naturforscher (Leopoldina) ein.

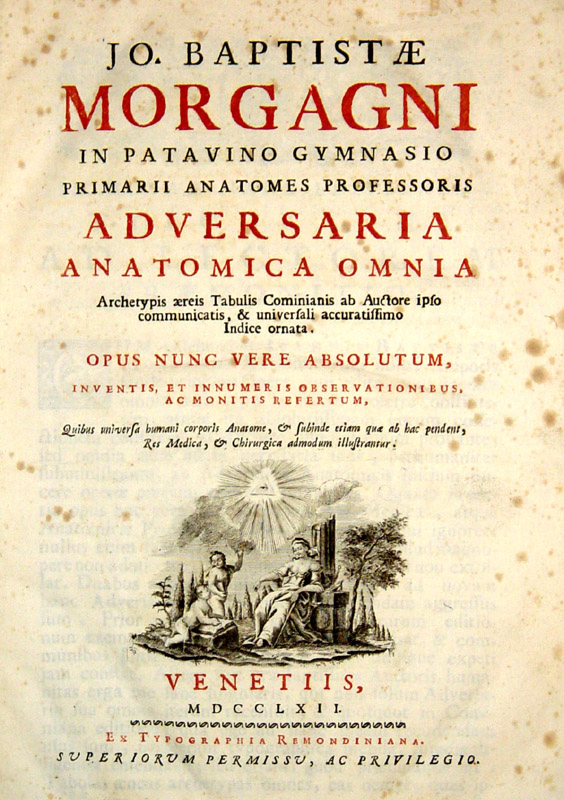
Titelseite der zweiten erweiterten Ausgabe Adversaria Anatomica Omnia (1762)

1707 bis 1709 setzte er seine Studien in Venedig fort. Dort studierte er Chemie bei Gian Girolamo Zannichelli
(1662–1729) und führte gemeinsam mit Gian Domenico Santorini (1681–1737) Sektionen an menschlichen Körpern durch. Im Juni 1709 kehrte er zurück in seine Heimatstadt Forlì und wirkte dort für zwei Jahre erfolgreich als praktischer Arzt. Während dieser Zeit heiratete er Paola Verazeri, die Tochter einer angesehenen Familie aus Forli. Aus der Verbindung gingen zwölf Töchter und drei Söhne hervor.
Im September 1711 wurde er an die Universität Padua berufen, zunächst auf den zweiten Lehrstuhl für theoretische Medizin. Er hielt dort am 17. März 1712 seine Antrittsvorlesung Nova institutionum medicarum idea. Im September 1715 wechselte er dann auf den ersten Lehrstuhl für Anatomie, den wichtigsten an seiner Fakultät, den er bis zu seinem Tod behielt. 1717 veröffentlichte er den zweiten Teil der Adversaria Anatomica, 1719 dann die insgesamt sechs Teile zusammenfassenden Adversaria Anatomica Omnia, die auch 1723 und 1762 noch einmal in einer erweiterten Ausgabe erschienen. Neben seiner Lehr- und Forschungstätigkeit verfolgte er in Padua auch seine bereits in der Jugend ausgebildeten, vielseitigen literarischen, archäologischen und historischen Interessen weiter, aus denen unter anderem eine Veröffentlichung von Briefen zur Überlieferung der Werke von Aulus Cornelius Celsus und Serenus Samonicus hervorging (1735).

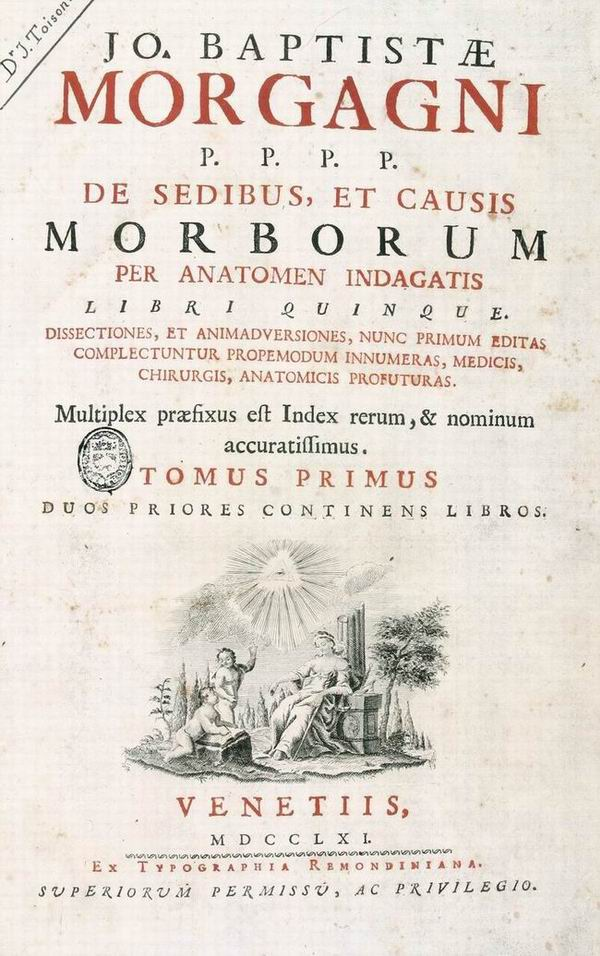
Titelseite der zweibändigen Erstausgabe von De sedibus et causis morborum (1761)

Im Jahr 1761, bereits achtzigjährig, veröffentlichte er sein Hauptwerk, die fünf Bücher De sedibus et causis morborum per anatomen indagatis („Über den Sitz und die Ursachen der Krankheiten, aufgespürt durch die Anatomie“). Die Ergebnisse von rund 640 Sektionen, durchgeführt zum Teil von Schülern Morgagnis, werden darin in insgesamt 70 Briefen mitgeteilt. Gemäß dem allgemeinen Ansatz Morgagnis, Krankheitssymptome nicht mehr gemäß dem theoretischen Ansatz der antiken Humoralpathologie auf ein Ungleichgewicht der vier Körpersäfte, sondern auf organische Ursachen zurückzuführen und diese empirisch nachzuweisen, ist das leitende Interesse des Werkes der neuen Solidarpathologie die Identifizierung und Lokalisierung organischer Krankheitsursachen. Diese setzt bei der postmortalen Untersuchung (Untersuchung nach dem Tode) von krankheitsbedingten anatomischen Veränderungen der Organe an und versucht, auf diesem Weg den organischen „Sitz“ der Krankheit einzugrenzen. Zu den Methoden Morgagnis, die wesentlich zum Erfolg seines empirischen Vorgehens beitragen, gehört unter anderem der systematische Vergleich pathologischer Befunde an verschiedenen Leichen mit vergleichbarer Krankheitsgeschichte. Das Werk, das ins Französische (1765), Englische (1769) und Deutsche (1771) übersetzt wurde, erlangte nachhaltigen Einfluss auf die Medizin in ganz Europa und gilt als das Gründungsdokument der wissenschaftlichen Pathologie.
Morgagni stand in persönlicher und brieflicher Verbindung zu einer großen Zahl von Wissenschaftlern und Gelehrten seiner Zeit, beriet 1765 James Boswell, der an einer chronischen Harnwegsinfektion litt, und war Mitglied einer ganzen Reihe von wissenschaftlichen Gesellschaften, so der bereits genannten Accademia degli Inquieti und der Leopoldina, aber auch der Akademien der Wissenschaften in London (1724), Paris (1731), Sankt Petersburg (1735) und Berlin (1754).
Das UK Antarctic Place-Names Committee benannte am 23. September 1960 den andernorts als Mount Cabeza bekannten Berg auf der antarktischen Brabant-Insel nach ihm.

## Zitat
„Nulla est alia pro certo noscendi via in pathologia, nisi quam plurimas et morborum et dissectionum historias collectas habere et inter se comparare.“
Übersetzung: „Es gibt keine andere Möglichkeit, in der Pathologie Gewissheit zu erlangen, als möglichst viele Krankengeschichten und Sektionen zu sammeln und sie zu vergleichen.“

## Namensgeber
Nach Morgagni sind in der medizinischen Terminologie eine Reihe von Befunden benannt:
- Morgagni-Adams-Stokes-Anfall, auch Adams-Stokes-Syndrom oder MAS-Anfall: Anfallartige Störung der Hirndurchblutung infolge akuter Herzrhythmusstörungen.
- Morgagni-Spalte, auch Morgagni-Loch (Trigonum sternocostale dextrum): Rechtsseitige Spaltung des Zwerchfells zwischen Brustbein- und Rippenteil.
- Morgagni-Hernie: Durch die Morgagni-Spalte hindurchtretende Zwerchfellhernie (Bruch) des Zwerchfells.
- Morgagni-Hydatide, auch Morgagni-Anhang: Anhängsel am oberen Pol des Hodens (Appendix testis) als Relikt der Embryonalentwicklung, oder auch ähnliches Anhängsel unterhalb des Eileiters.
- Morgagni-Katarakt, auch Cataracta Morgagniana: Besondere Form des überreifen grauen Stars (Katarakt), bei der der harte Kern der Augenlinse in der verflüssigten Linsenrinde nach unten sinkt.
- Morgagni-Syndrom, auch Stewart-Morel-Morgagni-Syndrom oder Morgagni-Trias, „Diabetes der bärtigen Frauen“: besonders bei älteren Frauen vorkommende Kombination aus Fettsucht, Hirsutismus und Hyperostosis frontalis interna.
- Morgagni-Ventrikel, auch Morgagni-Tasche (Ventriculus laryngis): Beidseitige Ausbuchtung des Kehlkopfes zwischen Taschenband und Stimmband.
- Morgagni-Krypten und Morgagni-Säulen, Bezeichnung für die Sinus anales und Längsfalten (Columnae anales) in der Zona columnalis des Analkanals, in erstere münden die Analdrüsen (Glandulae anales).

## Literatur

De sedibus, 1765